# 3 Capricorni
3 Capricorni är en blåvit underjätte i stjärnbilden Stenbocken.
3 Capricorni har visuell magnitud +6,30 och är nätt och jämnt synlig för blotta ögat vid god seeing. Den befinner sig på ett avstånd av ungefär 445 ljusår.